# Клинсько-Сонячногірська оборонна операція
Клинсько-Сонячногірська оборонна операція — фронтова оборонна операція радянських військ правого крила Західного фронту в ході битви за Москву у листопаді-грудні 1941 року. Операція стала однією з останніх оборонних операцій Червоної армії у Московській битві.

## Зміст
Після провалу операції «Тайфун», німецьке командування підготувало наступну спробу силами групи армій «Центр» завдати удари з півночі та з півдня в обхід радянської столиці. Для наступу з північно-західному напрямку на фронті Калінін-Волоколамськ-Руза були зосереджені 3-тя та 4-та німецькі танкові групи (7 танкових, 3 моторизованих та 4 піхотних дивізій). Загальним планом передбачалося, що ці частини будуть обходити Москву з півночі, щоб з'єднатися з правим флангом німецького наступу в Ногінську.
Їм протистояли війська радянських 30-ї (генерал-майор Лелюшенко Д. Д.) і 16-ї армій (генерал-лейтенант Рокоссовський К. К.), що тримали оборону на правому фланзі Західного фронту генерала армії Жукова Г. К. Війська вермахту мали чисельну перевагу в особовому складі в 1,6 разів, гарматах та мінометах у 2 рази, танках — у 3,4 рази. За задумом радянського командування наступ противника передбачалось стримати затятою обороною визначених рубежів та позицій з метою виграшу часу для зосередження стратегічних резервів, які підходили з глибини Радянського Союзу, з тим щоб в подальшому перейти в контрнаступ.
15 листопада 3-тя танкова група вермахту завдала удару по першому ешелону 30-ї армії; 16 листопада в наступ проти 16-ї армії перейшла 4-та танкова група. Під натиском переважаючих сил противника війська 30-ї армії змушені були відійти до Волги, а на південь від Волзького водосховища — на рубіж на схід від Завидова, Ямуга, що дозволило противнику розвинути успіх на клинському напрямку. Особливо запеклі бої розгорнулися на Волоколамському-Істрінському напрямку, де самовіддано боролися з'єднання 16-ї армії. 23 листопада німецькі війська обійшли радянські війська на північо-східніше та південно-західніше Клину. Щоб уникнути оточення, частини 16-ї армії залишили місто. Німцям вдалося захопити також Солнечногорськ, Яхрому, Красну Поляну, кілька сіл на східному березі каналу ім. Москви. До радянської столиці залишалося близько 30 км.
До цього часу до складу військ правого крила Західного фронту були передані з резерву Ставки ВГК 1-ша ударна і 20-та армії, посилені свіжими частинами 30-та і 16-та армії. До кінця листопада — початку грудня в результаті контрударів у районах Дмитрова, Яхроми, Красної Поляни і Крюкова радянські війська зупинили просування німецьких військ, які, зазнавши величезних втрат, змушені були перейти до оборони. В результаті Клинсько-Солнечногорської оборонної операції, а також Тульської оборонної операції радянське командування виграло час для зосередження на московському напрямку стратегічних резервів і забезпечило необхідні умови для переходу в рішучий наступ.